# Winston McAnuff
Winston McAnuff, ook bekend onder de naam Electric Dread (Mandeville, 1957), is een Jamaicaanse zanger en componist van reggae- en dubmuziek.

## Biografie
McAnuff werd in 1957 geboren in een predikantenfamilie. Hij begon zijn muzikale carrière, als veel reggaevocalisten, als zanger van gospels in een kerkkoor. In 1978 nam hij zijn debuutalbum Pick hits to click op, twee jaar later gevolgd door What the man "a" deal wid. Zijn bekendste nummer uit deze periode is echter de single Malcolm X, dat hij opnam als duet met Earl Sixteen. In 1986 volgde een derde studioalbum met de naam Electric dread, hierna werd het stil rond McAnuff.
Hoewel hij in Jamaica redelijke bekendheid had, duurde het tot 2002 dat zijn werk ook in Europa werd uitgegeven. In 2002 bracht het Franse platenlabel Makasound de eerste twee albums van McAnuff, alsmede het verzamelalbum Diary of the silent years uit. Dit gaf de carrière van McAnuff een nieuwe impuls.
In 2005 verscheen het album A drop, dat hij opnam met de Franse organist Camille Bazbaz. Op deze plaat is een mix van rock, funk, dub en punk te horen. Een jaar later, in 2006, verscheen het erg op de funkgerichte Paris' rocking, waarop hij samenwerkt met de band Java en diverse andere Franse muzikanten. In 2008 verscheen zijn laatste album Nostradamus, een conceptalbum over de voorspellingen van Nostradamus. Ook doet hij een bijdrage aan het album Tales Of A Kleptomaniac van de Franse technoartiest Laurent Garnier.

## Discografie
- Pick hits to click (1978)
- What the man "a" deal wid (1980) heruitgegeven in (1995) onder de naam One love
- Electric dread (1986)
- Diary of the silent years (2002) - verzamelalbum
- A drop (2005) met Camille Bazbaz
- Paris' rockin' (2006) met Java
- Nostradamus (2008)
- A bang (2011) met The Bazbaz Orchestra

- Bibliothèque nationale de France: cb140662824 (data)
- International Standard Name Identifier: 0000 0000 7981 2140
- Library of Congress Control Number: no00060718
- MusicBrainz: 46685feb-c574-4777-b5ff-3a60c232b955
- Système universitaire de documentation: 14286238X
- Virtual International Authority File: 2676105
- WorldCat: E39PBJbCTHTGKXKQjDT76bP84q